# Ichneumon drewsenii
Ichneumon drewsenii là một loài tò vò trong họ Ichneumonidae.